# Thrasya paspaloides
Thrasya paspaloides är en gräsart som beskrevs av Carl Sigismund Kunth. Thrasya paspaloides ingår i släktet Thrasya och familjen gräs. Inga underarter finns listade i Catalogue of Life.